# 伊能穎則
伊能 穎則（いのう ひでのり、文化2年（1805年）10月 - 明治10年（1877年）7月11日）は、幕末から明治の商人・国学者。通称は三左衛門・三造・外記。号は梅宇・蒿村。

## 経歴
下総国香取郡佐原村（現在の千葉県香取市）の呉服商油屋三左衛門家の出身で、神山魚貫に和歌や国学を学ぶ。
嘉永元年（1848年）に家業を閉じて江戸に移住し、小山田与清・井上文雄・平田銕胤らに学ぶ傍ら、自ら家塾を開いた。
嘉永6年（1853年）に一旦佐原に帰り、香取尚古館学師・香取神宮神職を務める。
明治元年（1868年）に新政府に仕官して神祇官に入り、翌年には大学大助教に転じ、『令義解』を明治天皇に進講する。後に宣教中博士に転じる。
明治8年（1875年）に香取神宮少宮司兼権少教正に任じられて再び佐原に戻り、佐原一帯において国学・歌道・神道の振興に努めた。明治10年（1877年）に73歳で死去。墓は香取市の観福寺にある。
門人に小中村清矩・木村正辞・横山由清・榊原芳野がいる。著作に『香取四家集』・『大日本史名称訓』・『香取鹿島二宮祭神説』などがある。